# 益田東高等学校
益田東高等学校（ますだひがしこうとうがっこう）は、島根県益田市染羽町にある私立高等学校。

## 所在地
- 〒698-0011 島根県益田市染羽町1-24
北緯34度40分48.0秒 東経131度51分50.6秒 / 北緯34.680000度 東経131.864056度

## 沿革
- 1930年（昭和5年） - 益田家政学院を開設。
- 1940年（昭和15年） - 石見工業専修学校を開校。
- 1978年（昭和53年） - 益田家政学院の後進である益田学園高校と石見工業専修学校の後進である（私立）益田工業高校を統合し、益田東高等学校となる。

## 設置学科
現在
- 全日制課程
  - 普通科
    - 特別進学コース
    - 普通コース
    - 特別スポーツコース
    - ※2024年度より普通コース→進学コースへ名称を変更

過去の設置学科
- 自動車科（2017年募集停止）
  -     - 普通総合コース（普通系、福祉系、情報系、体育系、芸術系）

## 部活動
運動部
- 野球部 - 夏の甲子園4回出場（1984年〈第66回〉・1996年〈第78回〉・2000年〈第82回〉・2018年〈第100回〉）
- 男子サッカー部
- 女子サッカー部
- 陸上競技部
- 駅伝部
- 女子バレーボール部
- 男子バレーボール部（2024年度より）
- 女子バスケットボール部
- 柔道部
- 剣道部
- 弓道部
- eスポーツ部

文化部
- 吹奏楽部
- 美術部
- 神楽部
- 書道部
- 文芸部
- 写真部
- コンピュータ部
- 英語部

## 著名な卒業生
- 渡辺伸彦（元プロ野球選手・阪神タイガース他）
- 三東洋（元プロ野球選手・阪神タイガース所属）